# Gare de Heer-Agimont
Ne doit pas être confondu avec gare d'Agimont-Village.
La gare de Heer-Agimont est une ancienne gare ferroviaire belge de la ligne 154, de Namur à Dinant et Givet (F) située sur la commune d'Hastière, en région wallonne dans la province de Namur.
Mise en service en 1863 par la Compagnie du Nord - Belge afin de servir de poste frontière avec la France, elle ferme en 1988 aux voyageurs et est désaffectée du service ferroviaire en 2000.

## Situation ferroviaire
La gare de Heer-Agimont est implantée au point kilométrique (PK) 47,3 de la 154, de Namur à Dinant et Givet (F), entre la halte de Hermeton-sur-Meuse et la frontière entre la Belgique et la France. Du temps du Nord - Belge, elle constituait le PK 107,3 en partant de Liège-Longdoz.

## Histoire
La construction d'un chemin de fer longeant la Meuse entre Namur et les Ardennes françaises avait été concédée à titre éventuel à la Société du chemin de fer de Namur à Liège, laquelle remet son réseau à bail aux Chemins de fer du Nord (français) en 1854. Le Gouverneur français insiste pour que le Nord reprenne à son compte cet engagement dans un délai d'une dizaine d'années sous peine d'être déchu de cette partie de la concession.
En 1863, la Compagnie du Nord - Belge inaugure les sections de Dinant à Heer-Agimont et Givet, actuelle ligne 154 prolongé d'une part en France par la ligne de Soissons à Givet de la Compagnie des chemins de fer des Ardennes, rachetée par la Compagnie des chemins de fer de l'Est et de l'autre par l'itinéraire Erquelinnes - Charleroi - Namur - Liège de la Compagnie du Nord - Belge (cette dernière jouissant d'un droit de passage sur la ligne de Charleroi à Namur, propriété de l’État belge).
Jouant le rôle de gare frontalière avec un poste de douane pour le contrôle des voyageurs, son bâtiment voyageurs est plus vaste que les autres gares de la ligne (y compris Dinant) et est exécuté dans le plus pur style de la Compagnie des chemins de fer du Nord.
L'aile centrale, accueillant les voyageurs, est dépourvue de fronton central et compte 14 travées. Le tout est encadré par deux pavillons à étages sous toiture à arête transversale. Une halle aux desservie par deux voies de débord permet de charger et décharger les marchandises locales tandis que des voies de garage côté Meuse sont ajoutées pour les trains de marchandises en attente. Des plateformes surélevées permettaient aux douaniers d'inspecter les trains par-dessus ; des vestiges de ces miradors sont toujours visibles dans les années 2010.
La ligne de la Compagnie de Chimay vers Mariembourg, Chimay et Anor passait à une centaine de mètres de la gare, à flanc de coteau, mais sans comporter de gare ; les arrêts les plus proches étant à Hermeton-sur-Meuse (point de convergence avec la ligne 154) et Agimont-Village, sur les hauteurs. Les trains ont cessé d'y circuler en 1954.
Le changement de locomotives entre belges et français sur les trains internationaux pouvait s'effectuer soit à Heer-Agimont, soit en gare de Givet. La desserte de cour à marchandises est supprimée vers 1981. La SNCB cesse d'y faire circuler des trains de voyageurs mais la SNCF prend en charge la desserte de Givet à Dinant jusqu'au 28 mai 1988. Les autres services, des trains de marchandises ainsi que quelques parcours spéciaux pour des pèlerinages ou des colonies de vacances, prennent fin l'année suivante.
En 1990, le Chemin de fer à vapeur des Trois Vallées démarre un service de trains touristiques à vapeur ou en autorail en direction de Dinant et de Givet. Les lignes menant à Mariembourg étant inutilisables, l'association établit un deuxième dépôt à Heer-Agimont pour les trains de la ligne 154. Au bout de dix ans, le CFV3V doit jeter l'éponge et la ligne Dinant - Givet est désaffectée. Sa réouverture aux voyageurs est évoquée à nouveau dans les années 2000-2020.

Exploitation touristique (CFV3V)
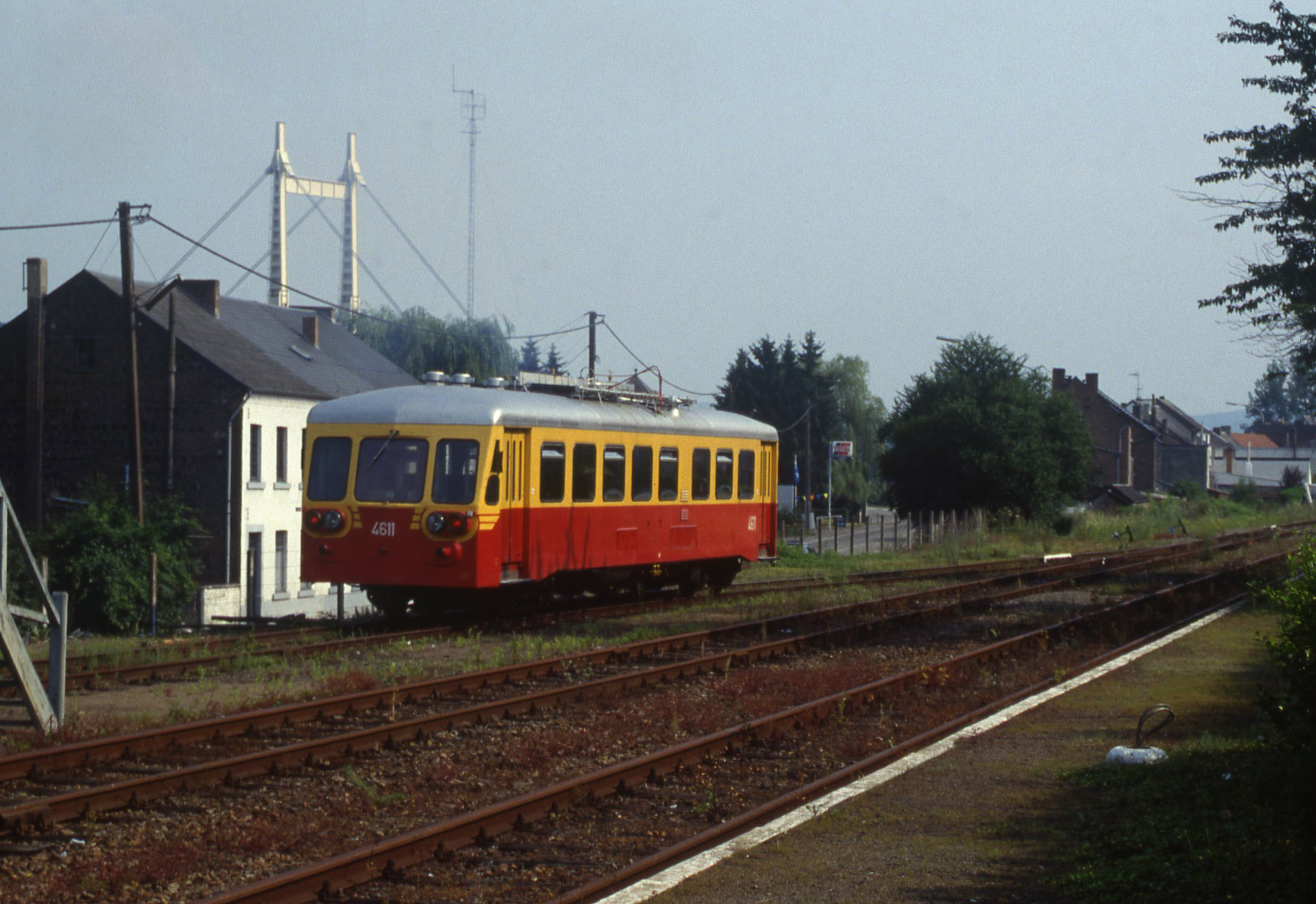
Autorail en gare. Au second plan, le pont suspendu sur la Meuse.
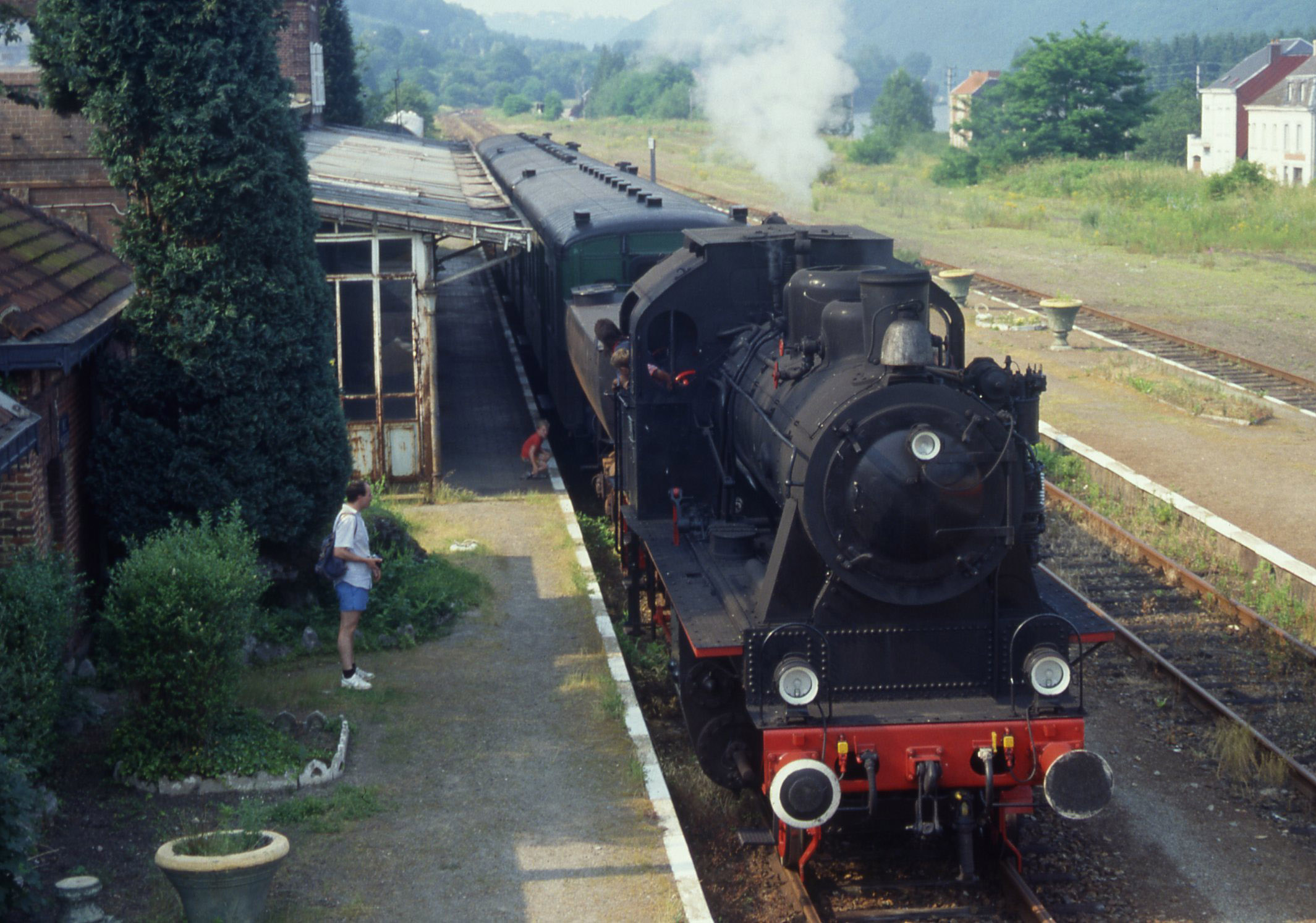
Train à vapeur photographié depuis un mirador de douane.
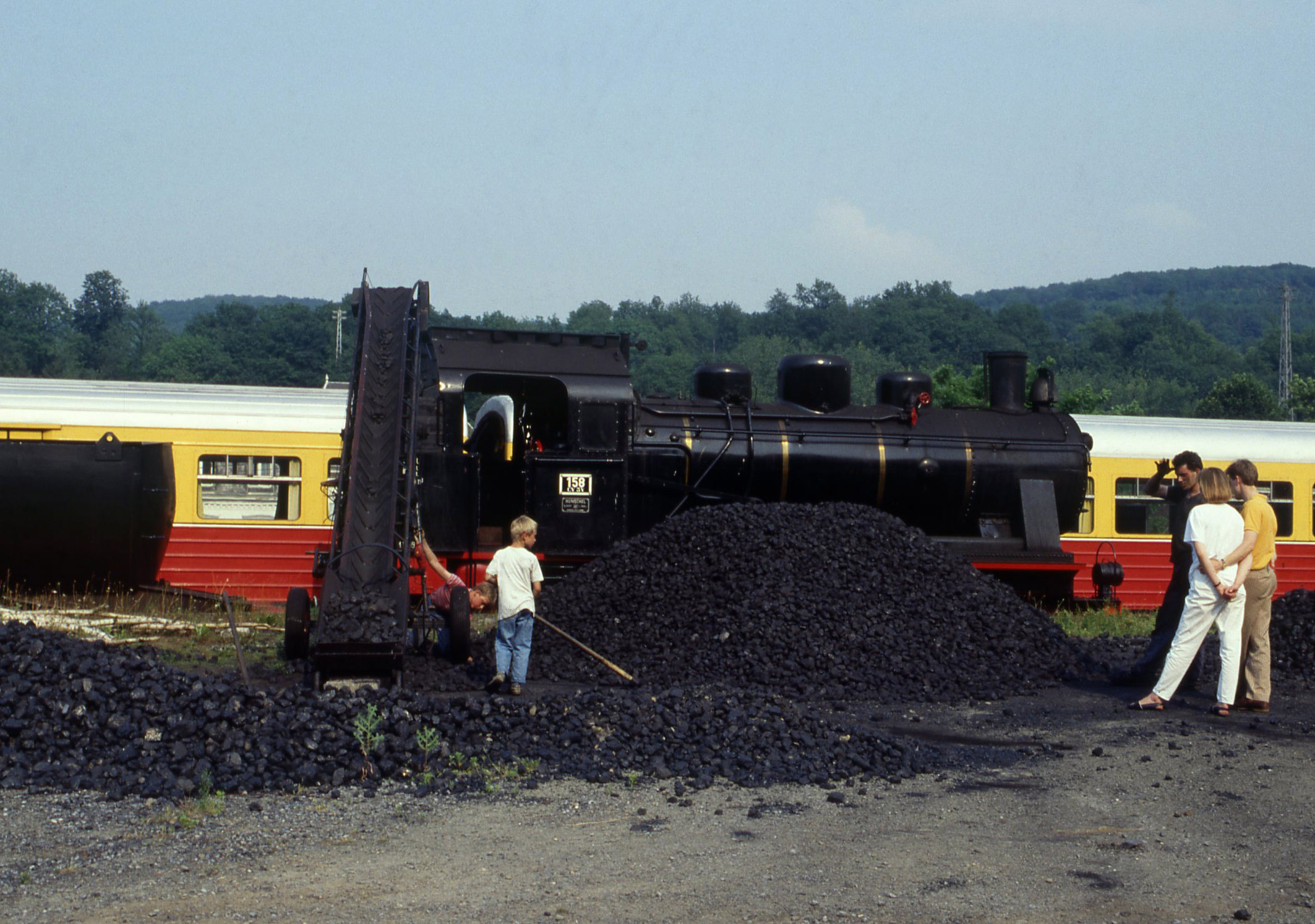
Chargement du charbon par bande transporteuse.